# إل جي أوبتيموس GT540
إل جي أوبتيموس GT540 (بالإنجليزية: LG Optimus GT540) هو هاتف ذكي من إل جي أليكترونيكس يعمل بنظام أندرويد، تم طرحه في الأسواق في يونيو 2010.

## الخصائص
- نظام التشغيل: أندرويد
- الكاميرا الخلفية: 15 ميجابكسل
- الشاشة: إل سي دي
- الوزن: 115.5 غ (4.1 أونصة)
- المعالج: 600 ميجا هرتز
- الذاكرة: 512 ميجابايت